# Branko Elsner
Branko Elsner (* 23. November 1929 in Ljubljana; †  November 2012 ebenda) war ein jugoslawischer bzw. slowenischer Sportpädagoge und Fußballtrainer, der vor allem als zweimaliger österreichischer Teamchef Bekanntheit erlangte.

## Karriere
Erste Erfolge als Fußballtrainer feierte Branko Elsner in seiner slowenischen Heimat mit NK Olimpija Ljubljana, den er von 1964 bis 1967 betreute. 1968 ging er nach Österreich, wo er Anfang der 1970er Jahre mit der SSW Innsbruck seinen bisherigen Höhepunkt als Vereinstrainer erreichte. Mit den Innsbruckern gewann der Slowene 1972 und 1975 die Meisterschaft, 1970 und 1975 den ÖFB-Cup und auf internationaler Ebene den Mitropacup in den Jahren 1975 und 1976. Diese Erfolge und seine große Popularität führten sogar dazu, dass er 1975, wenn auch nur übergangsweise, die österreichische Nationalmannschaft als Trainer für zwei EM-Qualifikationsspiele übernahm. Nach Béla Guttmann und Leopold Šťastný war er erst der dritte Legionär auf der Trainerbank der österreichischen Nationalmannschaft.
Nachdem die Stelle des österreichischen Teamchefs im Jänner 1985 vakant wurde, entschied sich ÖFB-Präsident Beppo Mauhart erneut, auf den Slowenen zurückzugreifen. Assistent Branko Elsners beim Team wurde Gustl Starek. Bekanntestes Spiel der "Teamchefära Elsner" war der 4:1-Heimsieg bei der Wiedereröffnung des Praterstadions über Deutschland. Er verfehlte allerdings die angestrebte EM-Qualifikation 1988 und scheiterte auch mit seinem Olympiateam, was 1987 zur Elsners Ablöse durch Josef Hickersberger führte, der prompt die WM-Qualifikation schaffte. In jüngerer Vergangenheit war Branko Elsner unter anderem beim japanischen Erstligaverein Brummel Sendai als Trainer im Einsatz.
Branko Elsner wurde 1982 promoviert und lehrte in den 1990er Jahren als Professor an der Sportfakultät der Universität Ljubljana.

## Familie
Brankos Sohn Marko (1960–2020), Bronzemedaillengewinner mit der jugoslawischen Mannschaft bei den Olympischen Spielen 1984, spielte unter anderem für Roter Stern Belgrad, OGC Nizza sowie in Österreich.

## ÖFB-Länderspiele unter Teamchef Branko Elsner
Legende
- H = Heimspiel
- A = Auswärtsspiel
- * = Spiel auf neutralem Platz
- − = kein offizielles Länderspiel
- n. V. = nach Verlängerung
- grüne Hintergrundfarbe = Sieg Österreichs
- gelbe Hintergrundfarbe = Unentschieden
- rote Hintergrundfarbe = Niederlage

### Erste Amtsperiode von Teamchef Branko Elsner
| Spiele | Siege | Remis | Niederlagen | Tore | TD |
| ------ | ----- | ----- | ----------- | ---- | -- |
| 2      | 1     | 0     | 1           | 6:3  | +3 |

| Nr. | Datum      | Ergebnis | Gegner    |   | Austragungsort | Anlass                | Bemerkung |
| --- | ---------- | -------- | --------- | - | -------------- | --------------------- | --- |
| 401 | 15.10.1975 | 6:2      | Luxemburg | H | Wien           | EM 1976-Qualifikation | Erstes Länderspiel unter Branko Elsner                                                                         |
| 402 | 19.11.1975 | 0:1      | Wales     | A | Wrexham (WAL)  | EM 1976-Qualifikation | Letztes Länderspiel unter Branko Elsner, 200. Auswärtsspiel Österreich verpasst als Gruppendritter die EM 1976 |

### Zweite Amtsperiode von Teamchef Branko Elsner
| Spiele | Siege | Remis | Niederlagen | Tore  | TD |
| ------ | ----- | ----- | ----------- | ----- | -- |
| 18     | 5     | 5     | 8           | 20:28 | −8 |

| Nr. | Datum      | Ergebnis | Gegner      |   | Austragungsort   | Anlass                | Bemerkung |
| --- | ---------- | -------- | ----------- | - | ---------------- | --------------------- | --- |
| 476 | 27.03.1985 | 0:2      | Sowjetunion | A | Tiflis (URS)     |                       | Erstes Länderspiel in der zweiten Amtszeit Branko Elsners                                                                            |
| 477 | 17.04.1985 | 0:3      | Ungarn      | H | Wien             | WM 1986-Qualifikation | |
| 478 | 01.05.1985 | 1:1      | Niederlande | A | Rotterdam (NED)  | WM 1986-Qualifikation | |
| 479 | 07.05.1985 | 4:0      | Zypern      | H | Graz             | WM 1986-Qualifikation | Österreich verpasst als Gruppendritter die Qualifikation                                                                             |
| 480 | 16.10.1985 | 0:3      | Jugoslawien | H | Linz             |                       | |
| 481 | 20.11.1985 | 0:0      | Spanien     | A | Saragossa (ESP)  |                       | |
| 482 | 26.03.1986 | 1:2      | Italien     | A | Udine (ITA)      |                       | |
| 483 | 14.05.1986 | 1:0      | Schweden    | H | Salzburg         |                       | |
| 484 | 27.08.1986 | 1:1      | Schweiz     | H | Innsbruck        |                       | Erstes Länderspiel in Innsbruck, einziges Länderspiel im alten Tivoli-Stadion                                                        |
| 485 | 10.09.1986 | 0:4      | Rumänien    | A | Bukarest (ROU)   | EM 1988-Qualifikation | |
| 486 | 15.10.1986 | 3:0      | Albanien    | H | Graz             | EM 1988-Qualifikation | |
| 487 | 29.10.1986 | 4:1      | Deutschland | H | Wien             |                       | Letzter Sieg gegen Deutschland für über 31 Jahre.                                                                                    |
| −   | 07.02.1987 | 3:1      | Tunesien    | A | Tunis (TUN)      |                       | Kein offizielles Länderspiel |
| 488 | 25.03.1987 | 0:4      | Jugoslawien | A | Banja Luka (YUG) |                       | |
| 489 | 01.04.1987 | 2:3      | Spanien     | H | Wien             | EM 1988-Qualifikation | |
| 490 | 29.04.1987 | 1:0      | Albanien    | A | Tirana (ALB)     | EM 1988-Qualifikation | |
| 491 | 18.08.1987 | 2:2      | Schweiz     | A | St. Gallen (SUI) |                       | |
| 492 | 14.10.1987 | 0:2      | Spanien     | A | Sevilla (ESP)    | EM 1988-Qualifikation | |
| 493 | 18.11.1987 | 0:0      | Rumänien    | H | Wien             | EM 1988-Qualifikation | Letztes Länderspiel unter Branko Elsner 100. Unentschieden in einem Länderspiel Österreich verpasst wiederum den Sprung zur Endrunde |